# Le Cabanial
Le Cabanial – miejscowość i gmina we Francji, w regionie Oksytania, w departamencie Górna Garonna.
Według danych na rok 1990 gminę zamieszkiwało 188 osób, a gęstość zaludnienia wynosiła 22 osób/km² (wśród 3020 gmin regionu Midi-Pireneje Le Cabanial plasuje się na 875. miejscu pod względem liczby ludności, natomiast pod względem powierzchni na miejscu 1201.).